# 1998 HU94
1998 HU94 är en asteroid i huvudbältet som upptäcktes den 21 april 1998 av LINEAR i Socorro County, New Mexico.
Asteroiden har en diameter på ungefär 15 kilometer och den tillhör asteroidgruppen Themis.